# Readspeaker
Readspeaker, i marknadsföringsyfte skrivet ReadSpeaker, är ett globalt företag specialiserat på text-till-tal-teknologi (TTS) som tillhandahåller mer än 200 verklighetstrogna röster på cirka 50 olika språk och tillhörande mjukvara för uppläsning av texter. Företaget har skapat flera produkter för uppläsning av webbplatser, dokument, studiematerial, med mera. De erbjuder röster och mjukvara online (Software as a service) men också i form av server- och telefoniapplikationer och utvecklingsbibliotek för integrering av företagets röster i exempelvis mobilappar eller inbäddade enheter.
ReadSpeaker grundades i Uppsala 1999 och är numera ett dotterbolag till Memory Disk Division (MD) inom den japanska koncernen Hoya Corporation. ReadSpeaker har kontor i 15 länder, med över 10 000 kunder i cirka 70 länder. ReadSpeaker omfattar alla Hoyas TTS-teknologier (NeoSpeech, Voiceware, VoiceText och rSpeak).
Några av ReadSpeakers populäraste produkter är webReader (talsättning av webbplatser), TextAid (läshjälpmedel online), docReader (uppläsning av dokument), speechMaker (produktion av ljudfiler), speechServer (för egen onlinedrift) och speechEngine SDK (för integrering i mjukvara). Readspeaker gör också tillägg för att kunna använda företagets röster inuti olika LMS (lärplattformar).
ReadSpeaker bedriver i stor utsträckning utveckling av egna röster, som i grunden är baserade på både mänskliga inspelningar och datormodeller/AI.
Många svenska kommuner och myndigheter samt privata aktörer använder sig av ReadSpeakers lösningar för att talsätta sina webbplatser och dokument.